# Ehernes Meer
Das Eherne Meer (hebräisch יָם [jam]: Meer) war nach Darstellung der Bibel ein großes Wasserbecken aus Bronze als Teil des Salomonischen Tempels.

## Biblischer Bericht
Das 1. Buch der Könige berichtet von Salomos Tempelbau:
23 Und er machte das Meer, gegossen, von einem Rand zum andern zehn Ellen weit, ganz rund und fünf Ellen hoch, und eine Schnur von dreißig Ellen war das Maß ringsherum. 24 Und um das Meer gingen Ranken an seinem Rand ringsherum, je zehn auf eine Elle; es hatte zwei Reihen Ranken, die beim Guss mitgegossen waren. 25 Und es stand auf zwölf Rindern, von denen drei nach Norden gewandt waren, drei nach Westen, drei nach Süden und drei nach Osten, und das Meer stand obendrauf, und ihre Hinterteile waren alle nach innen gekehrt. 26 Die Wanddicke des Meeres aber war eine Hand breit, und sein Rand war wie der Rand eines Bechers, wie eine aufgegangene Lilie, und es gingen zweitausend Eimer hinein. (1. Könige 7,23–26, Lutherbibel 2017)
Die angegebenen Maße entsprechen einem Durchmesser von 5 m und einer Höhe von 2,50 m. „Solch große Metallbecken im Tempelbereich waren typisch für den syrischen und hethitischen Raum,“ während die Ägypter bei ihren Tempeln Teiche anlegten.
König Ahas nahm Veränderungen vor: „Und das Meer nahm er von den bronzenen Rindern herunter, die darunter waren, und setzte es auf ein steinernes Pflaster.“ (2. Könige 16,17)
Nach der Eroberung Jerusalems durch die Babylonier im Jahr 597 v. Chr. und der Zerstörung des Tempels finden sich keine weiteren Berichte über das Eherne Meer.

## Kultureller Hintergrund
Es gab vergleichbare Wasserbecken in mesopotamischen Tempelanlagen, die abzu / apsû, „Süßwasserozean“, genannt wurden. Neuassyrische Reliefs zeigen Metallbecken, die vor Tempeln stehen, z. T. auf Rinderfiguren.
Rinder als Trägerfiguren sind im Alten Orient häufig bezeugt. Sie symbolisieren „Macht, Kampf und Stärke.“

## Exegetische Überlegungen
Das Eherne Meer repräsentierte nach Othmar Keel das in der Schöpfung gebändigte Chaoswasser, die Kesselwagen die vom Tempel ausgehenden Ströme mit lebendigem Wasser.
Die Israeliten waren keine Seefahrernation: „Meist gilt das Meer entsprechend dem alttestamentlich-altorientalischen Weltbild als „Wasserwüste“ (in Analogie zur „Trocken-Wüste“) und somit als ein chaotischer, lebensfeindlicher Bereich, der der bewohnten Kulturwelt gegenübersteht. Es gehört zu den Größen, die immer wieder die göttliche Weltordnung bedrohen und daher gebändigt werden müssen ((Ps 46,4 ); (Ps 93,3 )).“

## Rezeption

### Mittelalterliches Christentum

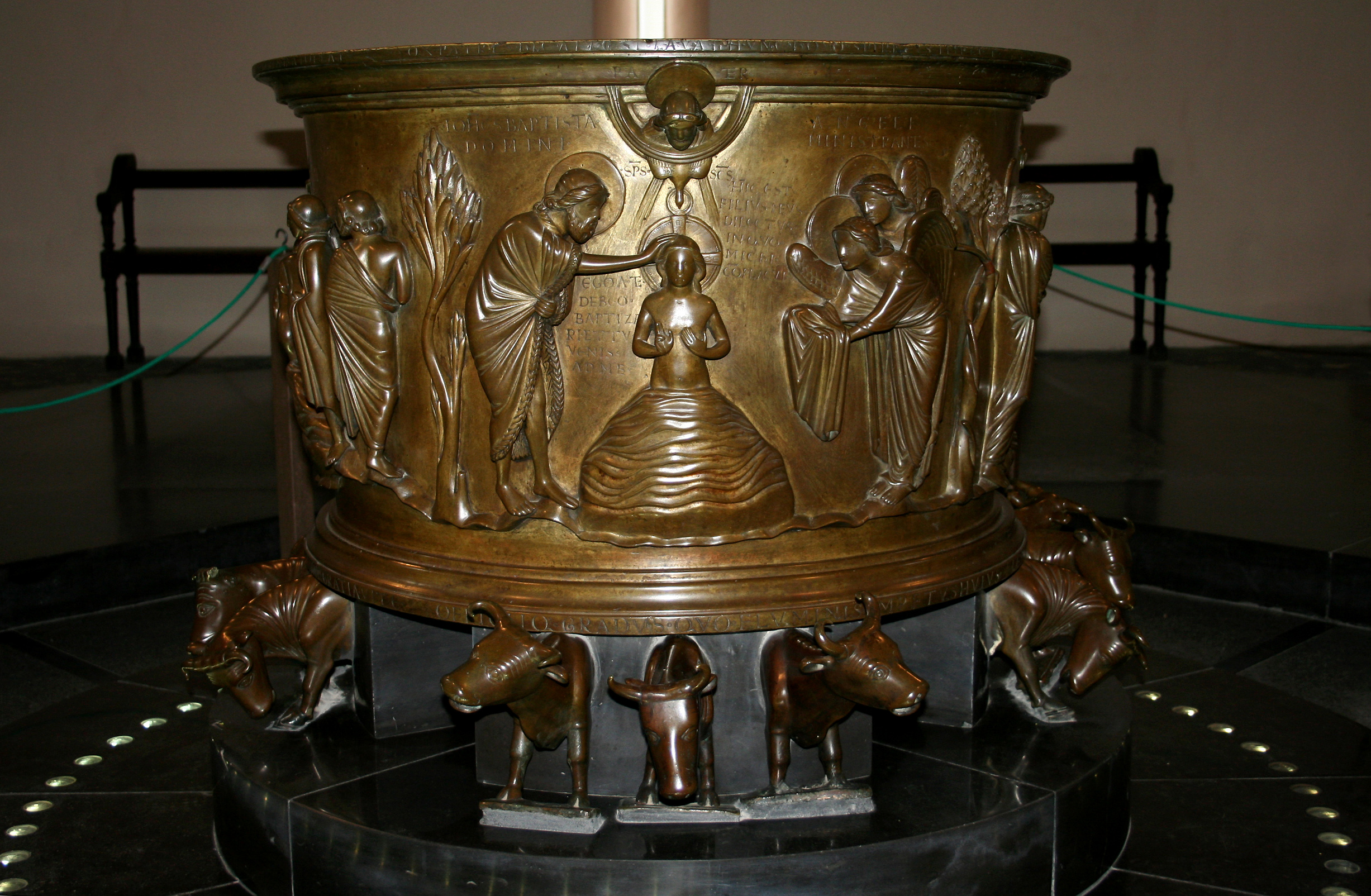
Bronze-Taufbecken von Reiner von Huy in St. Barthelémy, Lüttich.

Rupert von Deutz interpretierte in seinem Kommentar zum 1. Buch der Könige das Eherne Meer als Prototyp des christlichen Taufbeckens. Die zwölf Rinder symbolisierten demnach die zwölf Apostel.
Das Taufbecken von Reiner von Huy aus dem Jahr 1118 ist eine der seltenen Übernahmen des Motivs für die Gestaltung eines christlichen Taufbeckens. (heute in St. Barthelémy in Lüttich)

### Mormonische Tempel

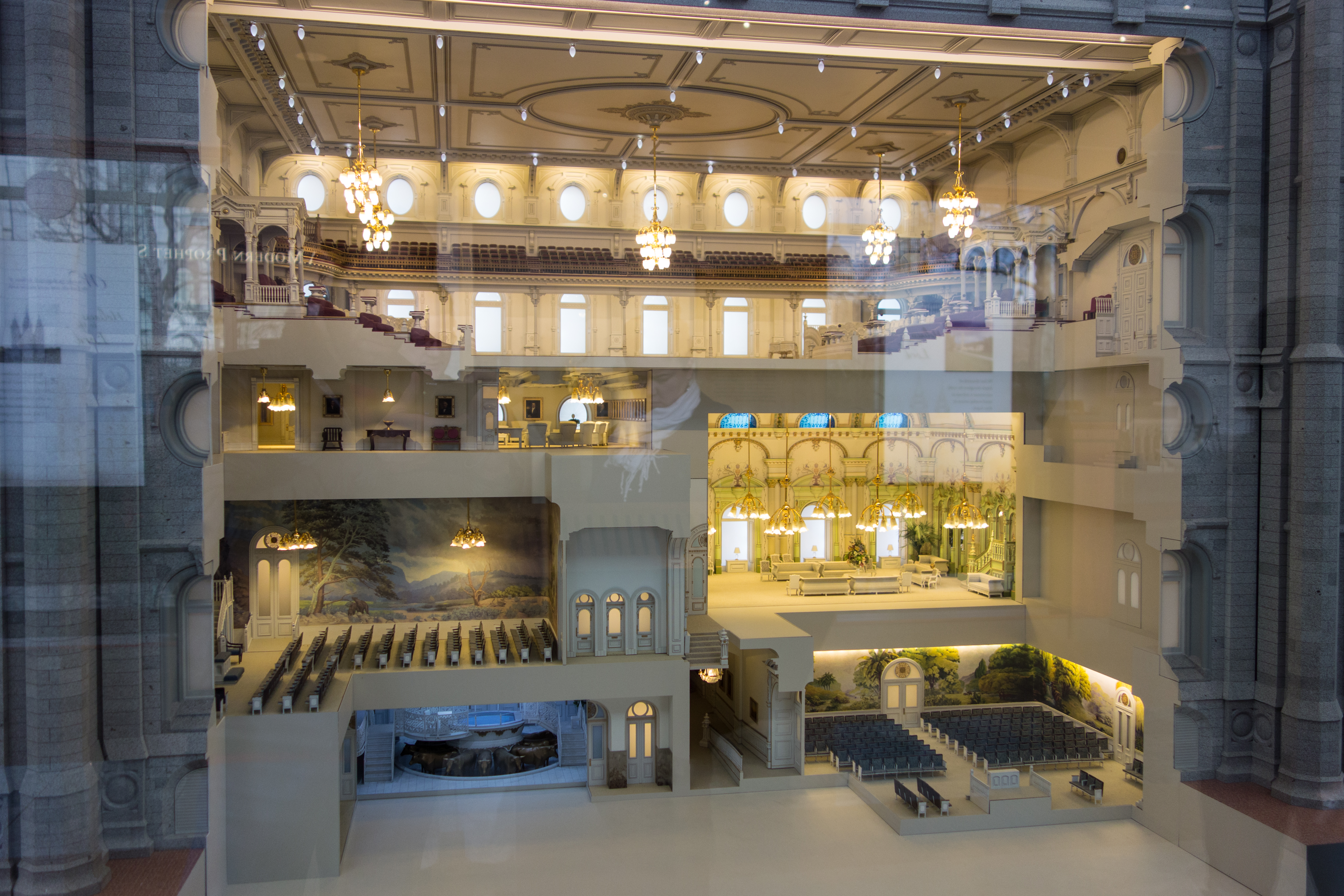
Querschnitt-Modell des Salt-Lake-Tempels, unten links das von Rindern getragene Taufbecken

Der Mormonismus bezieht sich in seinen Tempelbauten positiv auf den Salomonischen Tempel. Alle Tempel haben ein großes Taufbecken für die stellvertretende Taufe von Verstorbenen, das auf 12 Rinderfiguren ruht.